# Цитринель, Павел Наумович
Павел Наумович Цитринель (27 сентября 1940, Одесса — 26 июня 2016, Торонто) — советский и израильский актёр театра и кино, заслуженный артист РСФСР.

## Биография
Павел Наумович Цитринель родился 27 сентября 1940 года в Одессе. Отец Наум Захарович Цитринель был офицером медицинской службы, служил на флоте. Во время Великой Отечественной войны служил на линкоре «Октябрьская революция», участвовал в обороне Ленинграда. Мать — Клара Исааковна Цитринель — в 1941 году вместе с сыном эвакуировалась в Ашхабад (Туркменская ССР). В 1944 году семья переехала в Ленинград, а затем в Балтийск Калининградской области, где Цитринель начал участвовать в художественной самодеятельности. В середине 1950-х отца перевели служить в Латвию и семья переехала в Лиепаю, а в 1957 году — в Клязьму (сейчас микрорайон города Пушкино Московской области).
В Клязьме окончил школу, но когда пытался поступить в театральный институт, то не прошёл по конкурсу, однако его заметил актёр и режиссёр Олег Ефремов и пригласил во вспомогательный состав «Современника». На следующий год он поступил в Театральный институт имени Бориса Щукина (курс Л. М. Шихматова), на котором учился вместе с Людмилой Чурсиной, Элеонорой Шашковой, Олегом Форостенко, Валерием Бабятинским и Натальей Рудной; закончил в 1963 году.
В 1963—1990 годах играл в Центральном академическом театре Советской армии (ЦАТСА). За 27 лет работы в театре сыграл более пятидесяти ролей. Наиболее его яркие роли в театре: «Ринальдо идёт в бой» (Ринальдо), «Давным-давно» (поручик Ржевский), «Учитель танцев» (Вандалино) и «Моя профессия — синьор из общества» (Леонидо Папагатто). Одновременно занимался концертной деятельностью. Его музыкально-пародийные программы видели зрители во всех уголках СССР. В 1980-х годах выпустил несколько пластинок с детскими сказками и большой сборник русской басни (совместно с Олегом Табаковым). Работал на дубляже.
В 1990 году эмигрировал с семьёй в Израиль, где прожил 18 лет. Играл в театре «Сифрия», национальном театре «Габима», «Камери», театре «Бейт-Лесин» и других. Принимал участие и в спектаклях и антрепризах на русском языке в театре Семёна Злотникова, в антрепризе Александра Каневского. Одна из ярких ролей на русском языке того периода — главная роль в спектакле «Игра» по пьесе Энтони Шеффера в Маленьком театре. В 2005 году как режиссёр поставив пьесу «Последний пылко влюблённый», где сыграл главную роль. Кроме этого снялся более чем в двадцати фильмах, участвовал в телевизионных проектах, много работал на радио в литературных передачах.
В 2008 году переехал с семьёй в Канаду. Снялся в фильме «Наташа», выступал на творческих вечерах.
Умер 26 июня 2016 года в Торонто.

## Награды и премии
- Заслуженный артист РСФСР (19.05.1989)

## Работы в театре

### Центральный театр Советской армии
- «Белокурая бестия» — Уве Дойц
- «Укрощение строптивой» — Люченцо
- «Дикий капитан» — Андрус
- «Камешки на ладони» — Титишвили
- «Есть у моря свои законы» — Свиридов
- «Смерть Иоанна Грозного» — Шуйский, Гарабурда
- «Мастера времени» — поручик
- «Влюблённый лев» — Энди
- «Океан» — Куклин
- «Барабанщица» — Фёдор
- «Павел I» — Талызин
- «Учитель танцев» — Вандалино
- «Ринальдо идёт в бой» — Ринальдо
- «Под чужим именем» — капитан Даянов
- «Давным-давно» — поручик Ржевский
- «Неизвестный солдат» — Бокарёв
- «Не беспокойся, мама» — Арчил
- «Бесприбанница» — Паратов, Вожеватов
- «Ночью без звёзд» — Егорьев
- «Экзамены никогда не кончаются» — Фурио
- «Р. В.С.» — комиссар
- «Кортик» — Никитский
- «Моя профессия — синьор из общества» — Леонидо
- «Боже, храни короля» — Уилфред
- «Макбет» — Банко, Росс
- «Белая палатка» — Крикунов
- «Сватовство майора» — майор-отец
- «Мандат»
- «Странствия Билли Пилигрима»
- «Расстояние в 30 дней»
- «Всеми забытый»
- «Орфей спускается в ад»
- «Молва»
- «Сад»
- «Засада»

### Театр «Сифрия»
- «Парни за дверью напротив»
- «Старший сын» — Сарафанов
- «Кабаре» (мюзикл)
- «Джейкель и Хайд» (мюзикл)
- «Пол Джой» (мюзикл)

### Театр «Габима»
- «Деревянная миска»
- «Смерть комивояжёра»
- «Мутанты»
- «Макбет»
- «Мариус»

### Театры Израиля
Театр «Бейт Лесин»
- «Вечеринка у Миши»

Театр «Беер-Шева»
- «Сад»

Израильский ТЮЗ
- «Рош-Пина»

Театр «Тмуна»
- «Зелёная обезьяна»

Театр «Паргод»
- «На пороге»

Театр «Маленький»
- «Игра»

Театр «Ковчег» С. Злотникова
- «Вальс одиноких»
- «Жизнь полосатая»

Театр «Какаду»
- «Великий обманщик»

Театр Л. Хаита
- «Плохая квартира»

Театр «Цилиндр»
- «Вещь»

Театр «Шарабан»
- «Последний пылко влюблённый»

## Фильмография
1. 1961 — Девять дней одного года — эпизод
2. 1968 — Неоконченная симфония (телеспектакль) — Шобер
3. 1969 — Лена Костенецкая (телеспектакль)
4. 1973 — Ступени (телеспектакль) — Зубов
5. 1975 — Барабанщица (телеспектакль)
6. 1981 — Баллада о песне
7. 1983 — Фитиль (выпуск № 251 «От двух до пяти») — член приёмной комиссии
8. 1985 — Белая палатка (телеспектакль) — Степан Степанович Крикунов, полковник, начальник санитарного отдела армии
9. 1990 — Взбесившийся автобус — начальник израильской контрразведки
10. 1996 — Иерусалимский сыщик (Израиль)
11. 1997 — Убийство на телевидении (Израиль)
12. 1998 — Двойной Бускила (Израиль)
13. 2000 — Буржуа (Израиль)
14. 2001 — По имени Барон — «Седой»
15. 2004 — Зелёная карета (Израиль)
16. 2004 — Под небом Вероны — раввин Вайншток
17. 2006 — Гостиничные услуги (Израиль)
18. 2009 — Журов (фильм № 8 «Шабес-гой») — реб Айзек
19. 2010 — Многоточие
20. 2014 — Наташа (Канада)

## Дублирование
1. 1965 — Доктор Живаго — генерал Евграф Живаго (роль Алека Гиннесса)